# کوجیماچی

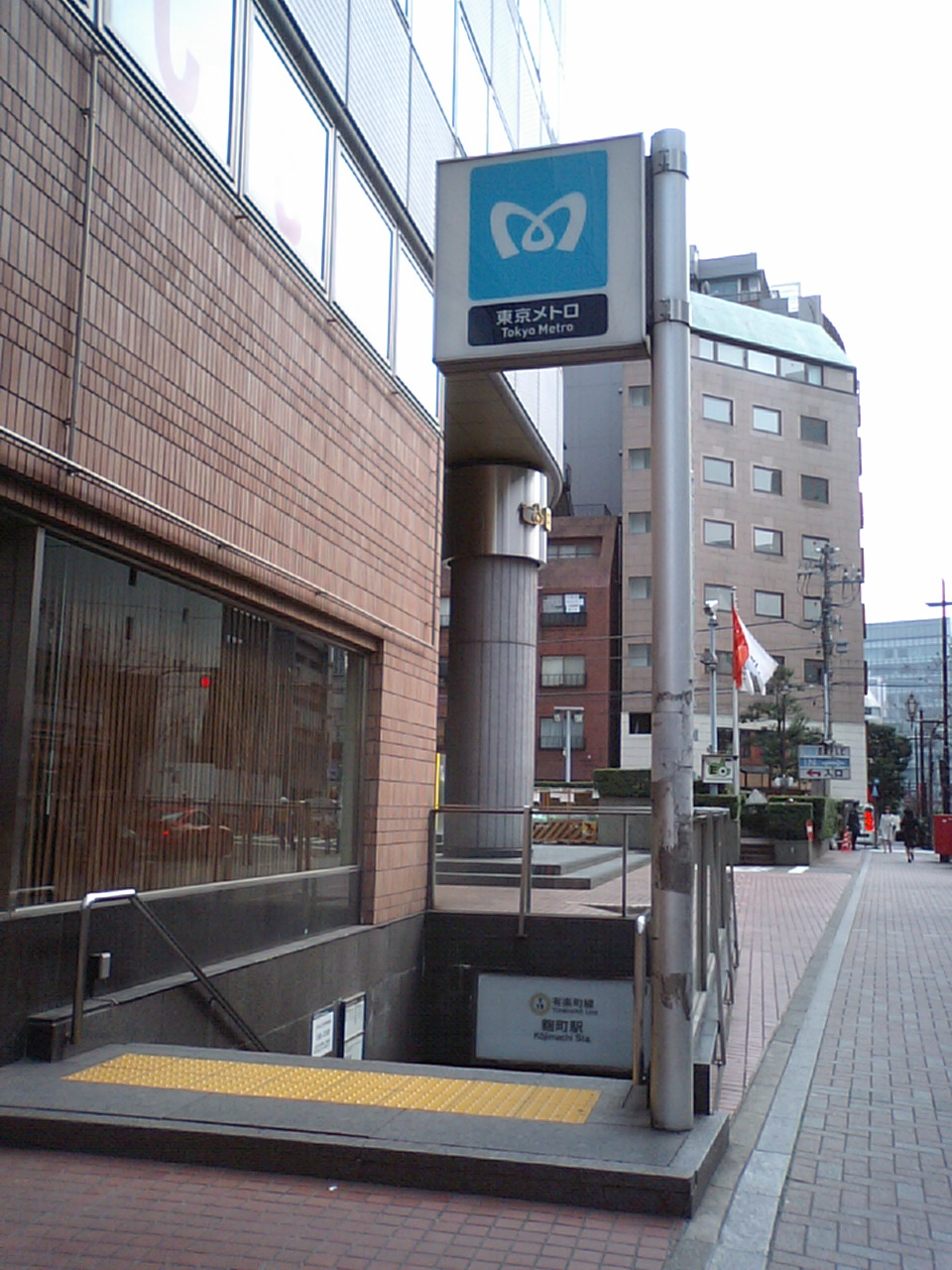
ایستگاه کوجیماچی

کوجیماچی (به ژاپنی: 麹町 Kōjimachi) یکی از محله‌های توکیو پایتخت ژاپن است که در منطقهٔ شینجوکو واقع شده‌است.

## ایستگاه راه‌آهن
- متروی توکیو، خط یوراکوچو،Y-15 ایستگاه کوجیماچی